# سرگئی شرباکوف
سرگئی شرباکوف (انگلیسی: Sergei Scherbakov؛ 20 july 1918 – ۲۷ ژانویهٔ ۱۹۹۴) ورزشکار بوکس اهل اتحاد جماهیر شوروی سوسیالیستی بود.
وی در مسابقات کشوری و بین‌المللی در مجموع برندهٔ ۲ مدال نقره شده‌است.